# Горд Клузак
Гордон Глен Клузак (англ. Gordon Glen Kluzak; нар. 4 березня 1964, с. Клімакс, Канада) — канадський хокеїст, захисник.   
Виступав за «Біллінгс Бігорнс» (ЗХЛ), «Бостон Брюїнс».
В чемпіонатах НХЛ — 299 матчів (25+98), у турнірах Кубка Стенлі — 46 матчів (6+13).
У складі молодіжної збірної Канади учасник чемпіонату світу 1982.
Досягнення
- Переможець молодіжного чемпіонату світу (1982)

Нагороди
- Найкращий захисник молодіжного чемпіонату світу (1982)
- Нагорода Білла Мастертона (1990).